# 上地マツ
上地 マツ（うえち まつ、1903年12月11日 - 2014年2月10日）は、ブラジルのスーパーセンテナリアン。

## 人物
1903年12月11日、沖縄県名護市に生まれる。1922年にブラジルに移住した。1925年、上地寛吉と結婚。合計7人の子供がおり、そのうち2人はアルバレスマチャドとカタンドゥーヴァに住んでいたときの出産後に死去した。30年間農業に従事したのち寛吉は1952年に51歳で亡くなり、1961年にサンパウロに転居。
100歳の誕生日を迎えた際は、サンパウロ市議会と沖縄市長から、「存命中の最高齢の日系ブラジル人」として正式に認定された。
2014年2月10日、サンパウロで死去。110歳61日。
死去時4人の子供、16人の孫、18人の曽孫、1人の玄孫が存命中だった。死去時、アリーダ・ビクトリアに次ぎブラジル国内で2番目に高齢の人物だった。